# Jeffery-Popławko
Jeffery-Popławko – rosyjski samochód pancerny z I wojny światowej, skonstruowany przez sztabskapitana Popławko w 1915 roku. Wykorzystywał podwozie amerykańskiego samochodu ciężarowego z napędem 4×4 Jeffery Quad. Poza prototypem wyprodukowano około 30 seryjnych pojazdów tego typu.
W Wojsku Polskim używano co najmniej dwóch samochodów pancernych Jeffery, zdobytych na Armii Czerwonej. Po naprawie w Warszawie, jeden z tych samochodów na przełomie 1919/1920 roku został skierowany na front wojny polsko-radzieckiej i włączony w skład plutonu pancernego "Dziadek". Otrzymał on nazwę "Wnuk" (w skład tego plutonu wchodził ponadto samochód Garford "Dziadek"). Samochód ten wraz z plutonem uczestniczył w walkach 1920 roku. Między innymi, pluton "Dziadek" wziął udział w zagonie pancerno-motorowym na Żytomierz 25-26 kwietnia 1920.